# Гладенков, Юрий Борисович
Юрий Борисович Гладенков (род. 11 сентября 1933, Москва) — учёный-геолог, стратиграф и палеонтолог, доктор геолого-минералогических наук, профессор.
Лауреат премии имени В. А. Обручева, Заслуженный деятель науки Российской Федерации.

## Биография
Родился 11 сентября 1933 года в Москве.
В 1957 году — окончил геологический факультет МГУ.
Пять лет работал в производственных геологических организациях в Приморье, на Чукотке и Камчатке. Начальник геолого-съемочной партии Северо-Восточного геологического управления (1957—1962).
С 1962 года работает в Геологическом институте АН СССР. Был сначала научным сотрудником, затем 8 лет заместителем директора и 36 лет заведующим лабораторией. В настоящее время — главный научный сотрудник. Изучает проблемы геологии, стратиграфии и геологической истории Земли и Биосферы, прежде всего кайнозоя в ГИН РАН.
Основные районы исследований Северо-Восточная Азия, Северо-Тихоокеанская область и Арктика (Камчатка, Чукотка, Сахалин, Аляска, Япония, Исландия).
Автор многочисленных научных трудов.
В течение 30 лет читал курс лекций на геологическом факультете МГУ по современной стратиграфии и этапам развития Биосферы.
Член редколлегий журналов:
- Известия Академии наук: Серия геологическая
- Стратиграфия. Геологическая корреляция
- Неоген.

## Членство в организациях
- 1989 — заместитель председателя Межведомственного стратиграфического комитета России
- 1992 — академик РАЕН.
- Московское Общество Испытателей Природы, Секция Палеонтологии.

Член ряда[уточнить] международных комиссий и комитетов по стратиграфии.

## Награды, премии и звания
- 1999 — Премия имени В. А. Обручева, за серию работ «Стратиграфия и геологические события кайнозоя Дальнего Востока России»
- 1999 — Заслуженный деятель науки Российской Федерации